# Gare de Coteau
La gare de Coteau est une gare ferroviaire située aux Coteaux, au Québec. La gare a été construite en 1855 par le Grand Tronc dans le cadre d'un grand projet d'expansion qui reliait Montréal à Toronto. La gare a joué un rôle important pour la réparation du matériel ferroviaire. La gare est maintenant un arrêt pour les trains de Via Rail Canada entre Ottawa, Montréal et Québec.

## Situation ferroviaire
La gare est située au point milliaire 37,8 milles (60,8 km) de la subdivision Kingston du Canadien National, entre les gares de Cornwall et de Dorval. Les trains en direction d'Ottawa empruntent la subdivision Alexandria qui diverge juste à l'ouest de la gare. Les trains en direction de Toronto continuent sur la subdivision Kingston, mais ne s'arrêtent pas à cette gare.
La subdivision Kingston traverse la rivière des Outaouais et les rapides de Sainte-Anne avant d'arriver à l'île de Montréal. La subdivision Kingston est parallèle à la subdivision Winchester du Canadien Pacifique à l'approche de Vaudreuil-Dorion, où circulent les trains Vaudreuil–Hudson d'exo.
La subdivision Valleyfield du CN se dirige vers le sud-est à partir de cette gare, traverse le fleuve Saint-Laurent, passe par Salaberry-de-Valleyfield pour rejoindre la subdivision Montréal de CSX Transportation qui mène à Massena, dans l'État de New York.

## Histoire
Le Grand Tronc a été constitué en 1852, sous le patronage de Francis Hincks, pour construire un chemin de fer entre Toronto et Montréal. La société a fusionné avec cinq autres compagnies ferroviaires de l'est de l'Amérique du Nord. La première section du chemin de fer a été ouverte entre Montréal et Brockville, en Ontario, le 19 novembre 1855, et la ligne principale atteindra Toronto en 1856. Lors de son inauguration, le Grand Tronc a donné à la gare le nom de « Coteau Junction » ou « Jonction ». Coteau Junction fut, pendant longtemps, un centre important pour la réparation de l'équipement ferroviaire.
Du côté d'Ottawa, John Rudolphus Booth était un baron du bois qui, dans la seconde moitié du XIXe siècle, a accumulé des droits de coupe dans le centre et le nord de l'Ontario. Booth était le plus grand détenteur de droits de coupe en Amérique du Nord à l'époque et était également propriétaire de la plus grande exploitation forestière au monde. Il a cherché à transporter du bois en achetant deux compagnies ferroviaires en 1879, la Montreal and City of Ottawa Junction Railway (M&OJ) et la Coteau and Province Line Railway and Bridge Company (C&PL). La M&OJ avait reçu une charte pour construire une ligne sud-est d'Ottawa à Coteau sur la rive nord du Saint-Laurent. La C&PL avait reçu une charte pour construire un pont sur le fleuve Saint-Laurent jusqu'à Valleyfield, puis à travers le sud-ouest du Québec jusqu'à Swanton, au Vermont, sur la rive est du lac Champlain. La troisième société de Booth a construit une ligne ferroviaire d'Ottawa jusqu'aux rives du lac Huron à Depot Harbour, en Ontario, et les trois sociétés ont été fusionnées en une nouvelle société appelée Canada Atlantic Railway.
Entre juillet et septembre 1882, une voie ferrée est posée d'Ottawa à Coteau et les trains commencent à circuler régulièrement. L'approbation de la construction d'un pont sur le fleuve Saint-Laurent est retardée, en partie à cause des pressions exercées par les compagnies ferroviaires concurrentes et en partie à cause de la crainte de l'effet qu'un pont aurait sur le trafic fluvial. Menacé de voir sa charte devenir caduque en 1884, Booth a mis en place un service de traversier au début de 1885 et a complété la ligne jusqu'au Vermont en utilisant les droits de passager sur une petite section de la ligne principale du Grand Tronc à Coteau.
La construction du pont sur le fleuve Saint-Laurent a commencé en 1887. Les travaux ont commencé en mai 1888 et se sont terminés en février 1890. Le pont était composé de trois sections sur 16 piliers. Le tracé comprenait 2 125 pieds (648 m) de voie ferrée située sur des îles du fleuve, donc seulement 3 906 pieds (1 191 m) de pontage ont été construits. La section nord comprenait un pont tournant de 108 m, surélevé de 7,6 m au-dessus de l'eau pour le canal de navigation du fleuve.
Tout au long des années 1890, le gouvernement canadien a encouragé la création d'une deuxième ligne ferroviaire transcontinentale qui pourrait concurrencer le Canadien Pacifique ainsi que les chemins de fer américains. Les politiciens et les bureaucrates fédéraux croyaient que les chemins de fer de Booth pouvaient constituer un lien stratégique dans un tel système. Le Grand Tronc a accepté d'acheter le Canada Atlantic Railway et a pris en charge toutes les opérations le 1er octobre 1905. L'achat réel n'a été ratifié par le Parlement qu'en 1914. Après la Première Guerre mondiale, le Grand Tronc, en faillite, a été repris en 1923 et absorbé par le nouveau Canadien National, propriétaire du gouvernement, qui a également repris les propriétés de l'ancien Canada Atlantic. En 1919, le Canadien National, qui succède à la compagnie du Grand Tronc, a renommé le constituant de la gare « Junction » ou « Jonction » en « Station ».
Comme la demande de services ferroviaires voyageurs diminuait, le CN a commencé à abandonner ces services. En août 1958, le CN a abandonné le service de train Moccasin entre Montréal et Brockville, qui faisait des arrêts locaux dont la gare de Coteau. En 1977, le CN a transformé ses services voyageurs en une société d'État distincte, Via Rail Canada, et l'exploitation le long du corridor ferroviaire a été reprise par Via Rail. En juin 1998, le CN a conclu une entente pour céder la subdivision Alexandria, entre Coteau et Hawthorne, à Via Rail. Le CN a conservé les droits exclusifs d'exploitation des trains de marchandises, moyennant le versement de droits de passage à Via Rail.
En janvier 1998, une grave tempête de verglas a recouvert le Québec et l'est de l'Ontario, et le réseau ferroviaire a été pratiquement paralysé. Une des victimes à long terme de la tempête est le système de contrôle de trafic centralisé de la subdivision Alexandria, dont la remise en état aurait coûté quelque 6 millions de dollars. Ce système, installé en janvier 1960, est converti à la régulation de l'occupation de la voie assisté par ordinateur. Le système existant est conservé entre Coteau et De Beaujeu, à Saint-Polycarpe.

## Service des voyageurs

### Accueil
La gare est un poteau indicateur sans personnel. Le 25 octobre 2013, VIA Rail Canada a annoncé que la gare Coteau n'aura plus de préposés à la billetterie, et que le bâtiment sera complètement fermé. Les passagers doivent désormais acheter leur billet soit en ligne, ou par téléphone. La gare est accessible aux fauteuils roulants et un élévateur pour fauteuils roulants est disponible sur demande. Le service d'enregistrement des bagages n'est pas offert à cette gare.

### Desserte
Trois trains à destination d'Ottawa desservent la gare chaque jour, ainsi que deux à trains à destination de Québec.

### Intermodalité
Le stationnement extérieur est gratuit aux passagers. Depuis décembre 2018, la ligne d'autobus 97 d'exo est remplacée par le service de transport par taxi « Taxibus », qui dessert les municipalités de Coteau-du-Lac, Les Coteaux et Saint-Zotique, exploité par la Société de transport de Salaberry-de-Valleyfield (STSV). Les usagers peuvent réserver leur taxibus en ligne ou par téléphone, minimum une heure à l'avance. La ligne 99 de la STSV ensuite relie Salaberry-de-Valleyfield et la gare Vaudreuil.